# Valsecca (torrente)
Il torrente Valsecca (in bergamasco Alsèca) è un corso d'acqua della provincia di Bergamo. Nasce al Passo di Marogella, tra il Pizzo Arera ed il Monte Corte, nelle Alpi Orobie e confluisce dopo 9 km da sinistra nel Brembo di Branzi all'altezza di Bordogna, frazione di Roncobello, in Val Brembana. Percorre la valle omonima ed è interamente compreso nel territorio comunale di Roncobello. Bagna Roncobello e le frazioni Capovalle, Baresi e Bordogna.